# Камран-Шах Дуррані
Камран-Шах Дуррані (1789 — 1842) — 2-й володар Гератського ханства у 1828—1842 роках.

## Життєпис
Походив з династії Дуррані. Син гератського хана Махмуд-Шаха. Народився 1789 року в Гераті. 1828 року після смерті батька успадкував владу. Разом з тим стикнувся з протистоянням братів з роду Баракзай, які планували помсту за вбивство 1818 року їх брата Фатіх Хана Махмуд-Шахом.
Спочатку був щедрим правителем, коли вперше приїхав до Герата. Він був справедливим правителем і справедливо ставився до людей. Втім стикнувся з декількома заколотами оточення та родичів, після чого став доволі підозрілим. Спроби узурпувати трон були попереджені лише завдяки зусиллям Шер Мохаммад Хана Хазара, якому гератський хан надав титул нізам ад-даула.
Обклав населення великими податками, що йшли на військові потреби: зміцнення оборони фортець і міст, насамперед Герату, формування потужного війська, оскільки йому загрожували Дост Мухаммед Хан, емір Афганістану, та Персія.
Водночас Камран-Шах Дуррані зміцнив політичний союз з хівинським ханом Аллакулі та почав перемовини з британцями, які планували відновити на троні Кабула і Кандагара його стрийка Шуджа-Шаха Дуррані.
1827 року підтримав повстання в Хорасані афганських кланів Караї і За'фаранлу, які захопили міста Боджнурд, Кучан, Нішапур, Мешхед, Серахс, Торбат, Джам і Бахарз. У 1829 році стикнувся з вторгненням перського війська, яке втім не пройшло далі Хорасану. 1830 року Камран-Шах на чолі 6-тисячного військо вдерся до Хорасану, який активно плюндрував. Втім до літа 1832 року перси на чолі із Аббас-Мірзою придушили повстання. Камран-Шах не надав повсталим дієвої підтримки, оскільки готувався до підкорення Кандагарського ханства, де тоді помер Пурділ-хан Баракзай.
1833 року стикнувся з вимогою Аббас-Мірзи підкоритися Персії. Натомість Камран-Шах надіслав тому 15 тис. перських томанів як подарунок (фактично хабар) з пропозицією укласти мир. У відповідь Аббас Мірза влітку того ж року відправив свого сина Мохаммада Мірзу з 27—30 тис. вояків з метою захоплення Герату. За цих обставин Камран-Шах втратив нагоду захопити Кандагар, оскільки вимушен був обороняти власні володіння. Йому на допомогу прийшов Мізраб-хан, правитель Маймана. Перси марно облягали міста Гуріян і Герат. 25 жовтня після смерті Аббас Мірзи його син повернувся до Хорасану.
Разом з тим вимушен був боротися з повстанням хазарійців-дайзейнатів у Хазараджаті, яке йому не вдалося приборкати до кінця панування. 1834 року не прийняв в Герату Шуджу-Шаха, який після поразки під Кандагаром від Дост Мухаммед Хана Баракзай, намагався отримати допомогу від Камран-Шаха.
З 1836 року ще більше погіршилися відносини з Персією, де на трон зійшов Мухаммед Мірза. Незважаючи на це війська гератського хана захопили важливий регіон Сістан. У відповідь 1837 року перське військо вдерлося до Гератського ханства. Російська імперія при цьому надала підтримку шаху своїм фахівцями. Зрештою за підтримки племен хівинського хана Аллакулі та дипломатії британців, підкріпленої захопленням англійським флотом острова Харк, у 1839 році вдалося змусити ворожі війська відступити. Гератське ханство остаточно відкинуло перську залежність, проте посилився вплив Великої Британії, у якої було взято кредит на модернізацію війська й загони якої зайняли Кандагарське ханство. 31 березня 1841 року перси залишили межі ханства.
Через ці події під час першої англо-афганської війни не надав допомоги Шуджа-Шаху Дуррані й британцям. Навпаки підтримував Акбар-хана Баракзая, побоючись амбіції англійського союзника Шуджи-Шаха. Натомість британський резидент (посланець) залишив Герат, що було розривом відносини. Планувалося після зміцнення влади Шуджи-Шаха в Кабулі підкорити й Герат.
Водночас Камран-Шах вступив у протиріччя зі своїм візиром Яр Мухаммед Ханом з клану Алакозай, що переросло у збройні сутички в Гераті. Зрештою на початку 1842 року візир захопив Камран-Шаха, якого було страчено. Яр Мухаммед Хан захопив владу в державі.